# Dante e Beatrice (film)
Dante e Beatrice è un cortometraggio muto italiano del 1913 diretto da Mario Caserini.
La pellicola è stata restaurata nel 2007 dal Laboratorio L'Immagine Ritrovata di Bologna nell'ambito del progetto di valorizzazione e recupero di film muti realizzato dalle case di produzione torinesi e promosso dal Museo Nazionale del Cinema e dalla Cineteca di Bologna.
Il film rigenerato è stato poi presentato alla 21ª edizione del festival Il cinema ritrovato del 2007.

## Trama
Nella Firenze del XIII secolo il giovane Dante Alighieri, di nobile famiglia di guelfi bianchi, passeggiando sulle coste dell'Arno dopo aver assistito ad una lezione di Brunetto Latini incontra e s'innamora di Beatrice, figlia del banchiere Folco Portinari, che ne corrisponde l'amore.
Mentre il poeta è ad Arezzo per partecipare alla battaglia di Campaldino, Beatrice viene data in sposa dal padre al capo dei guelfi neri Simone de' Bardi, per suggellare i suoi accordi politici.
Infelice, Beatrice si ammala gravemente e muore fra le braccia di Dante appena tornato dalla guerra.
Dante, distrutto dal dolore, cerca invano consolazione con la cortigiana Gentucca ed intraprende gli studi che porteranno alla stesura della Vita nova e della Commedia.
Ed è in quest'ultima che il sommo poeta ritrova la sua amata nel Giardino Terrestre, che lo conduce nel Paradiso.
Dante incontra le anime dei giusti sul pianeta Giove in seguito alla sua discussione con l'antenato Cacciaguida, e prosegue nella sfera delle Stelle Fisse dove incontra San Pietro e San Giacomo.
Infine Beatrice lo lascia nelle braccia della Vergine Maria a cui invoca la saggezza e la capacità per comporre il suo poema.

## Distribuzione

### Date di uscita
- Italia: febbraio 1913, con il titolo Dante e Beatrice
- Francia: 21 marzo 1913, con il titolo Dante et Béatrice
- Stati Uniti d'America: aprile 1913, con il titolo The Life of Dante